# الجدل حول باربرا كاي

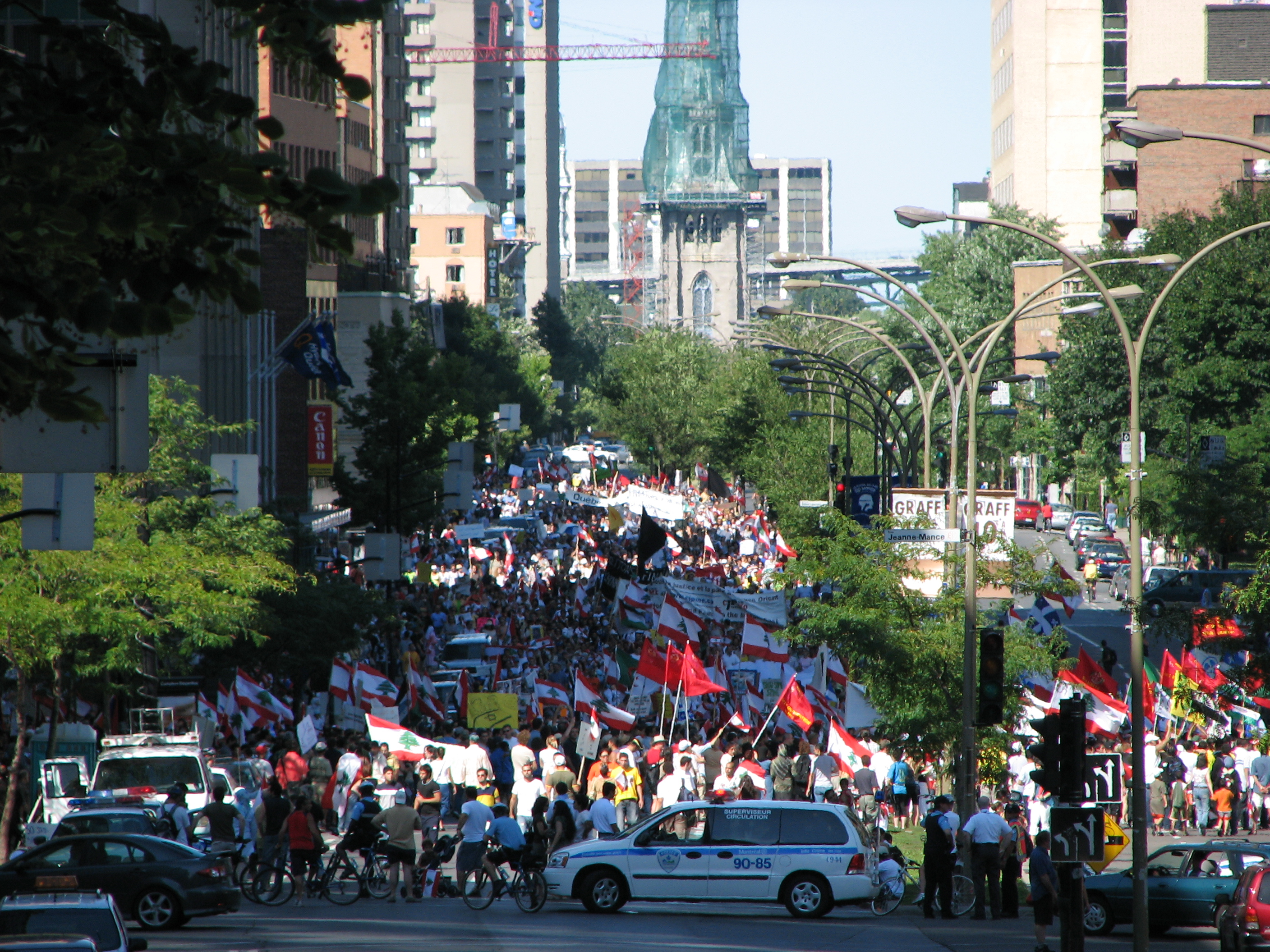
منظر للأسفل في 6 أغسطس 2006 لمظاهرة في مونتريال.

باربرا كاي هي كاتبة عمود في صحيفة ناشيونال بوست الوطنية الكندية حيث أعربت في سلسلة من ثلاث مقالات في العمود بعنوان "صعود كيبيكستان" في 9 أغسطس 2006 عن قلقها إزاء مشاركة كيبيك سياسيون في مظاهرة لدعم لبنان خلال الصراع الإسرائيلي - اللبناني عام 2006 الذي وقع في 6 أغسطس 2006 في مدينة مونتريال في كيبيك في كندا. كتبت كاي: "صعود كيبيكستان" أصبح محور الجدل الكبير في كيبيك في الأسبوع الماضي حيث أجرت مقابلات مع العديد من المحطات الإذاعية الفرنسية والإنجليزية أعلنت بأنها عدوة للشعب في ذلك العديد من الكلمات في ما لا يقل عن ثلاث صحف بما في ذلك في عمود آخر... "
ادعت كاي أن انتقادها للمظاهرة هاجمته عناصر من وسائل الإعلام والسياسيين الفرنسيين في كيبيك - وبعضهم يؤيد فصل مقاطعة كيبيك عن كندا - على ما يبدو بسبب تم التعبير عن انتقاداتها باللغة الإنجليزية وليس الفرنسية.

## مظاهرة معادية لإسرائيل
في 6 أغسطس 2006 شارك زعيم الحزب الكيبيكي أندريه بويسكلير وزعيم الكتلة الكيبيكية غيل ديوسيب والمتحدث الرسمي باسم حزب كيبيك المتضامن أمير خدير وعضو البرلمان الكندي عن حزب الأحرار الكندي دينيس كودير في تجمع لمعارضة إجراءات إسرائيل في الصراع الإسرائيلي - اللبناني عام 2006. وصفت كاي الحدث بأنه: «كان من بين المظاهرات المناهضة لإسرائيل والمنتشرة بين الحشد عدد من أعلام حزب الله ولافتاته». كتبت كاي عن السياسيين الأربعة الذين شاركوا في التجمع:
كتبت كاي أن هؤلاء السياسيين في كيبيك شاركوا في التجمع على الرغم من أن حزب الله منظمة تم تصنيفها رسميا على أنها جماعة إرهابية من قبل الحكومة الكندية. أكدت أيضا أن اللجنة المنظمة لحزب التجمع «استبعدت عمدا وجودا يهوديا» الذي كان «في حد ذاته عملا معاد للسامية وتحذيرا لأي سياسي سيبقى نشاطه محايدا في شؤون من هذا القبيل». «كما لم يسفر التجمع عن» السلام«بل وقف إطلاق النار أو الهدنة. سألت كاي:» إذا كانت هذه العلامات قد قرأت: نحن جميعا كو كلوكس كلان أو يحيا أسامة بن لادن أو نحن جميعا نازيون أو النساء خنازير هل سيقوم هؤلاء القادة أنفسهم بغض الطرف عن فعلهم في ذلك الوقت؟ مهمة حزب الله هي القضاء على اليهود - وليس فقط الإسرائيليين - من على الأرض. رأت كاي أن مشاركة السياسيين في التجمع كانت مثيرة للقلق: «صحيح أن مسيرات مماثلة وقعت في مدن أخرى ولكن الفرق هو أن السياسيين في تورنتو وأماكن أخرى في كندا لا يسيرون على رأس هذه الكراهية».
علقت كاي على دوافع السياسيين مشيرة إلى:
كاي تكهنت بأن هؤلاء السياسيين قد يسعون أيضا بشكل ساخر إلى الحصول على أصوات الكنديين مؤكدة:
اختتمت صياغتها الثانية بشأن الموضوع على النحو التالي:

## انتقاد كاي
دافع سياسيو كيبيك الفرنسيون عن مشاركتهم في المظاهرة المطعون فيها. قال غيل ديوسيب أنه كان هناك في مصلحة إسرائيل والسكان المدنيين اللبنانيين على السواء وقال أندريه بويسكلير أن علم حزب الله ليس له مكان في كيبيك. أشار بيان صحافي صادر عن كتلة دويسيبي كيبيكواز إلى وجود يهود في التظاهرة وأشار إلى أن وجود ديوسيب كان مشروطا بعدم وجود متظاهرين مؤيدين لحزب الله ولا شعارات مناهضة لإسرائيل. أشار ديوسيب أيضا إلى أن الكتلة وغيرها حاولوا إبعاد مؤيدي حزب الله.
كما انتقد الصحفي في مونتريال مارك أبلي عمود كاي مشيرا إلى أن كلا من ديوسيب وكودير طالبا بوقف فوري لإطلاق النار ونزع سلاح حزب الله في خطابهما. أشار أيضا إلى أن لافتات حزب الله وصفها الحاضرين بأنها «قليلة ومتباعدة» ووصف تصنيف كاي للتجمع بأنه «يهيمن عليه حزب الله» بأنه «غير مفهوم فكريا».
قدمت جمعية سان جان باتيست الفرنسية شكوى بشأن عمود كاي إلى مجلس الصحافة في كيبيك. انتقدت كاي من قبل الصحيفة الكندية الناطقة باللغة الفرنسية لا بريس والفدرالي أندريه برات وجوزي ليغو كاتب العمود في الصحيفة الكندية الانفصالية الناطقة بالفرنسية مونتريال غازيت وكذلك الصحفي الكندي في لا بريس فنسنت ماريسال. كتبت صحيفة لا بريس في 7 أغسطس 2006: «لا يوجد علم للحركة الشيعية المثيرة للجدل». أعلن الناشط الكندي غيل ريوم عن نيته تقديم شكوى إلى الشرطة لخطاب الكراهية وكتب ويليام تيتلي وهو أستاذ في جامعة مكغيل وروبرت بوراسا وزير مجلس الوزراء في المقاطعة رسالة إلى صحيفة ناشيونال بوست حيث قال أنه ينظر إلى مجتمع كيبيك باعتباره ناطقا بالإنكليزية على أنه يحمل تسامحا طويلا تجاه اليهود من خلال التأكيد على أنه في الوقت الذي تفرض فيه جامعة مكغيل الإنجليزية الخاصة حصصا على اليهود رحبت جامعة مونتريال الفرنسية باليهود.
اعتبر رئيس الوزراء الفرنسي الكندي في مقاطعة كيبيك جان شاريه تعبير كيبيكستان مبتذل. ومع ذلك ذكر أيضا أنه «لا أحد في حكومتي يدعم حزب الله» وأنه لن يشارك في مظاهرة مع علمه بأن هناك علم حزب الله.

## مؤيدو كاي
ردا على هذا الجدل أعلن جونزاثان كاي محرر صفحات التعليق الوطني ونجل كاي أن صحيفته ليس لديها سبب لتقديم اعتذارات. قال في تصريح لصحيفة «لا بريس»: «ليس هناك شك في أن كيبيك لديها ماضي لاسامي». كما دافع عن باربرا كاي هوارد غالغانوف والصحفية في صحيفة أوتاوا سيتيزين بريجيت بيليرين.
كتب بريل واجسمان رئيس معهد الشؤون العامة في مونتريال مقال في الصحافة الكندية الحرة لدعم كاي.

## قرار مجلس الصحافة في كيبيك
في عام 2007 أصدر مجلس صحافة كيبيك قرارا يدين كاي عن «الاستفزاز غير المبرر» و«التعميمات المناسبة لإدامة التحيز».
«لاحظ المجلس في جميع أنحاء وقائع السيدة كاي عدم وجود صرامة في عرض السياق المحيط بالمشي من أجل السلام في أغسطس 2006 الذي يميل إلى تشجيع القارئ على إقناع الشخصيات العامة دون تقديم وقائع ملموسة لدعم هذه النوايا في عدة مناسبات في الوقائع حيث قامت الصحفية بتشويه الحقائق لتعرض فقط جزءا من الوضع بهدف فقط دعم وجهة نظرها بأن قادة كيبيك المستقلين سيسحبون حزب الله من قائمة الحركات الإرهابية وأن البلد الجديد سيصبح مرفأ لهم ويشير المجلس إلى أنه إذا استطاع المرتزقون أن ينددوا بقوة بالأفكار والإجراءات التي يرفضونها ويحملون أحكاما بحرية تامة لا شيء يسمح لهم بتدهور الحقائق لتبرير التفسير الذي يرسمونه. أرسى علم أصول علم الصحافة التابع للمجلس بوضوح أن وسائط الإعلام ومهنيي المعلومات يجب أن يتفادوا زراعة أو الحفاظ على التحيزات. عليهم أن يتجنبوا في مكان الناس أو الجماعات أن يستعملوا في مكان الناس أو الجماعات التمثيلات أو المصطلحات التي تميل إلى إثارة ازدراء المحكمة أو ضد كرامة شخص ما أو فئة من الناس بسبب تمييزي. يقدر المجلس أن تصريحات الصحفيين تعادل استفزازا لا مبرر له بالإضافة إلى التعميمات المناسبة لإدامة التحيزات بدلا من تبديدها».

### رد كاي
ردت كاي فيما بعد بأنها في حين ادعى مجلس صحافة كيبيك أنها مذنبة «استفزازا لا مبرر له» فإنها لم تعرف تعبير «لا مبرر له». ذكرت أيضا أنه في حين ادعى مجلس صحافة كيبيك أنها مذنبة ب«تغيير الحقائق» التي استندت إليها في آرائها فإنها لم تذكر قط أي وقائع محددة ادعت أنها غيرت. أوضحت كاي أن «ناشيونال بوست» اعتبرت «حكم» مجلس صحافة كيبيك «مجرد تهيج» لأن لجنة الانتخابات المركزية لا تملك أي سلطة لاتخاذ أي إجراء ضدها بعد إصدار البيانات. ومع ذلك ذكرت كاي أنها أخذت بيان مجلس صحافة كيبيك على محمل الجد لأنها:
أضافت كاي أن هذا العمود كان: